# マイスール
マイスール (Mysuru, カンナダ語: ಮೈಸೂರು [Maisūru])、旧称マイソール（英語: Mysore, /maɪˈsɔər/）はインド南部カルナータカ州で2番目の規模を持つ都市。
カルナータカ州の州都ベンガルールから南西146kmの位置にある。かつてはマイソール王国及びマイソール藩王国の首都として知られた。

## 概要

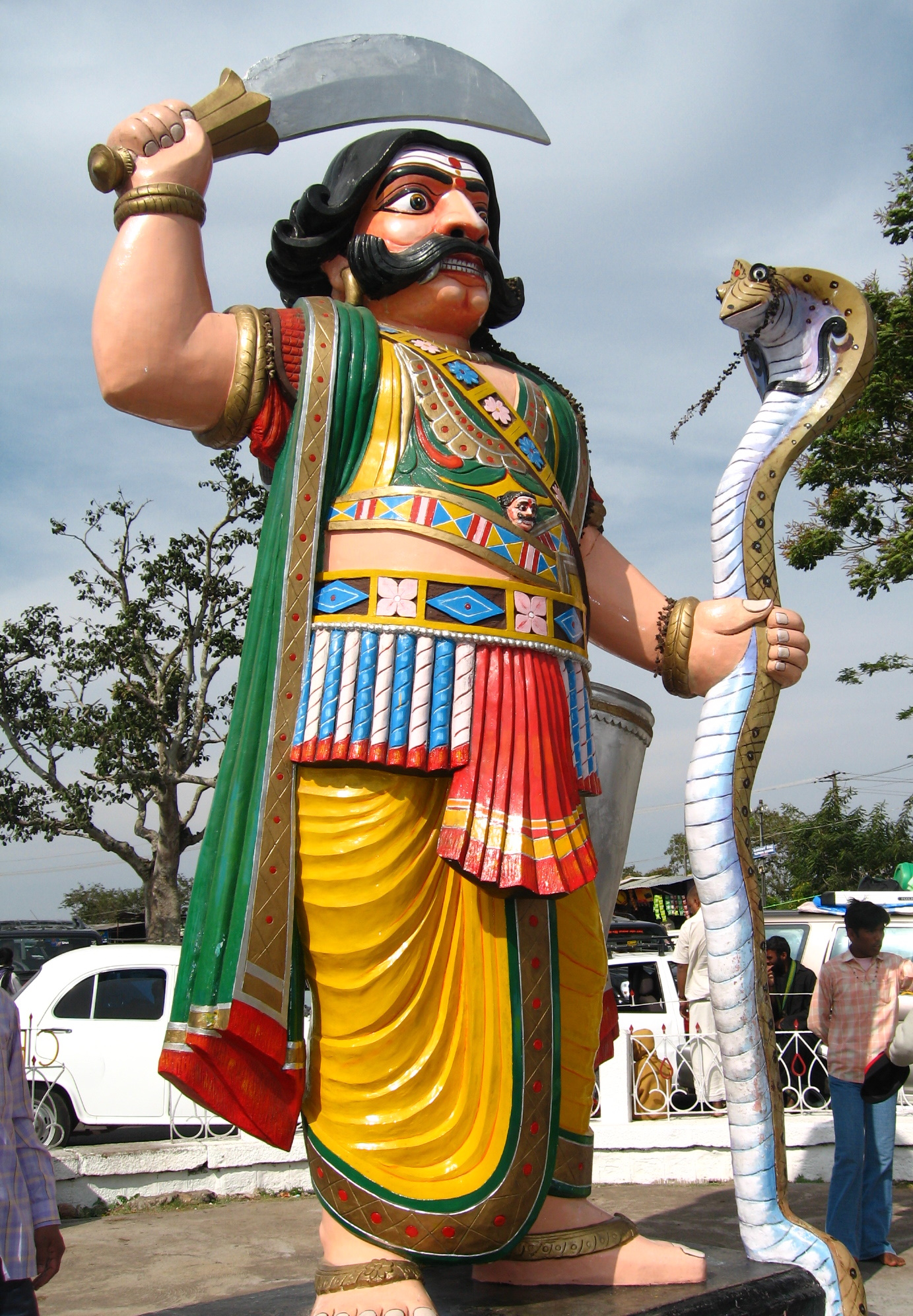
チャームンディーの丘の頂上にある、魔神マヒシャの像

インドの伝統工業地帯のひとつであり、絹サリー、白檀、香油、象牙などを産する。
都市南部のチャームンディーの丘、およびその頂上にあるチャームンディーシュワリー寺院はヒンドゥー教徒の巡礼地としても名高い。
都市の名称は、ヒンドゥー教の神話において女神チャームンディーシュワリーに倒された魔神マヒシャに由来する（「マヒシャ」とは「水牛」の意味）。
都市の名称はシヴァの妃ドゥルガーが、水牛の頭を持つ魔神マヒシャを討伐した地としてマヒシャブール（水牛の町）と名付けられた事に由来している。
ヒンドゥー教の神話によれば、マイスール周辺の地域は古くは「マヒシュール(Mahiṣūru)」と呼ばれ、魔神マヒシャに支配されていたが、マヒシャは女神チャームンディーシュワリーに倒された。
「マヒシュール」という名前は次第に「マヒスール(Mahisūru)」「マイスール(Maisūru)」と変化し、後にカンナダ語の「マイスール」が英語化され「マイソール(Mysore)」となった。
2005年12月、カルナータカ州政府は英語式の「マイソール」という名前を「マイスール(Mysuru)」に変更する意思を表明し、2014年に改名が正式に許可された。

## 歴史

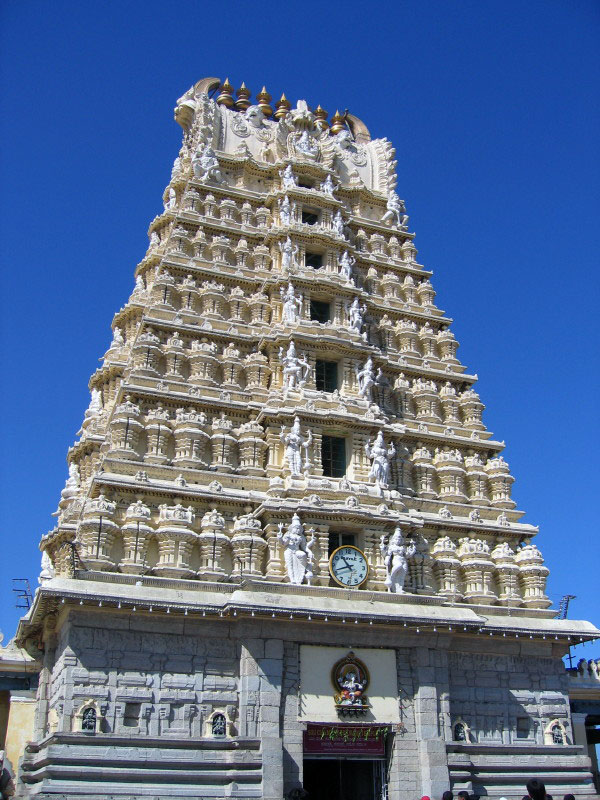
チャームンディーの丘の頂上にあるチャームンデーシュワリー寺院

マイスールは1947年までマイソール王国の首都であり、18世紀にハイダル・アリーとティプー・スルターンが支配した時期（マイソール・スルターン朝）以外はオデヤ朝に支配されていた。
オデヤ家は芸術を後援しており、これがマイスールの文化面での成長に大きく寄与しており、マイスールが文化的首都と呼ばれる背景にもなっている。
現在のマイスール市街地は、15世紀まで「プラゲレ(Puragere)」と呼ばれていた。
1524年にはチャーマ・ラージャ3世によりマヒシュール城が建設され、後に王位は息子のティンマ・ラージャ2世、チャーマ・ラージャ4世に受け継がれた。この地域が一般的に「マヒシュール」と呼ばれるようになるのは16世紀のことである。
ヴィジャヤナガル王国の統治下においては、オデヤ家の治めるマイソール王国はヴィジャヤナガル王国の封建国であったが、1565年にヴィジャヤナガル王国がターリコータの戦いで敗北し衰退すると、マイソール王国は半独立の立場をとるようになった。
1610年にラージャ・オデヤ1世がシュリーランガパトナを治めるヴィジャヤナガル王国の総督を追放すると、シュリーランガパトナがオデヤ家による支配の中心となった。
その後王国を支配したティプー・スルターンにより、オデヤ家による統治の痕跡を消すため、マイスールの街のほとんどは一度取り壊されている。だが、1799年にティプー・スルターンが第四次マイソール戦争で戦死すると、マイスールは再び王国の首都となった。
この際、イギリスの保護の下で再建されたマイソール藩王国の君主クリシュナ・ラージャ3世はまだ幼なかったため、政治はディーワーンのプールニヤーによって行われた。プールニヤーはマイソール市街の発展に関する功績で知られており、特に公共事業が有名である。
1831年、イギリスの行政官Mark Cubbonは王国の統治紊乱を理由に内政権を接収し、藩王国の中心をバンガロールに移し、マイソールは藩王国の支配の中心としての地位を失った。

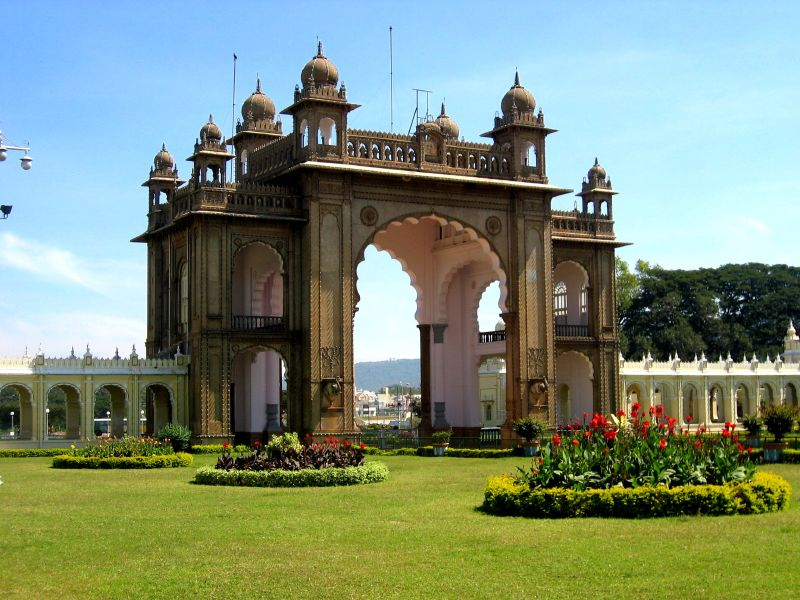
マイソール宮殿の入口

だが、1881年になるとイギリスは権力を藩王チャーマ・ラージャ10世に返還し、マイソールは再び藩王国の首都となった。
マイソールの街は、マイソール宮殿とともに1947年までオデヤ家による支配の中心であり続けた。
マイソールが自治体となったのは1888年のことで、市街は8つの区に区分けされた。
1897年には腺ペストの流行により人口の半数が死亡した。
1903年に都市改良トラスト（City Improvement Trust Board (CITB)）が設立されると、マイソールはアジアで初めて都市計画が行われるれ都市の一つとなった。
1940年代前半に「インドを去れ」運動が起こると、マイソール市はその一翼を担うことになった。
H. C. DasappaやSahukar Channayyaといったインド独立運動のリーダー達は扇動の最前線に立った。
Maharaja's Collegeの宿舎はマイソール地区における運動のコントロールの中心であったし、Subbarayana Kereのグラウンドは公衆のデモにとって重要な場所であった。
インド独立後、マイソール市はマイソール州の一部となったが、マイソール藩王チャーマ・ラージャ11世は肩書を持ち続けることを許され、また州知事にも指名された。
彼が1974年に逝去した際には、マイソール市において火葬されている。
その後、マイスールは観光の中心として有名になり、また時折発生するカーヴェーリ川の水の分配に関する論争に関係した騒ぎを除けば、非常に平和な都市となっている。
近年マイスールで起こったと全国的なニュースとしては、多くの人命が失われたPremier Studiosの火災、マイソール動物園で発生した動物の大量突然死、Infosysのキャンパスで発生したインド国歌に関する論争などが挙げられる。

## 地理

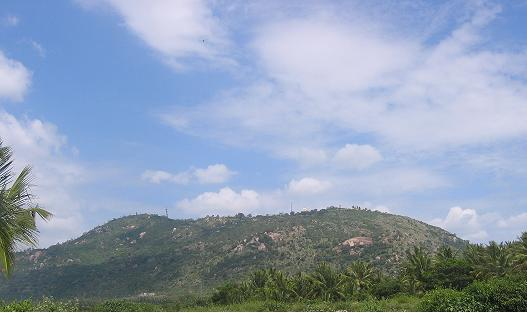
チャームンディーの丘の麓にマイスール市街地が広がっている

デカン高原南部のカーヴェーリ川上流に位置し、半乾燥気候に属する。都市は新旧に分かれ、旧市の中央に台形状の城壁と、1897年から1913年にかけて建設されたイスラーム様式の壮麗な藩王宮殿（現在は州立博物館として機能）がある。現在の市街地はチャームンディーの丘のふもとに広がっている。
面積は128.42km2、標高は平均770mである。
季節は夏季（3～6月）、モンスーン（7～11月）、冬（12～2月）に分けられ、観測史上最高気温は38.5℃（2006年5月4日）で、また同じ年の冬には観測史上最低気温9.6℃を観測した。年平均降水量は798.2mmである。
マイスール自体は比較的地震の少ない土地であるが、近辺ではリヒタースケール4.5以上の地震が観測されたこともある。

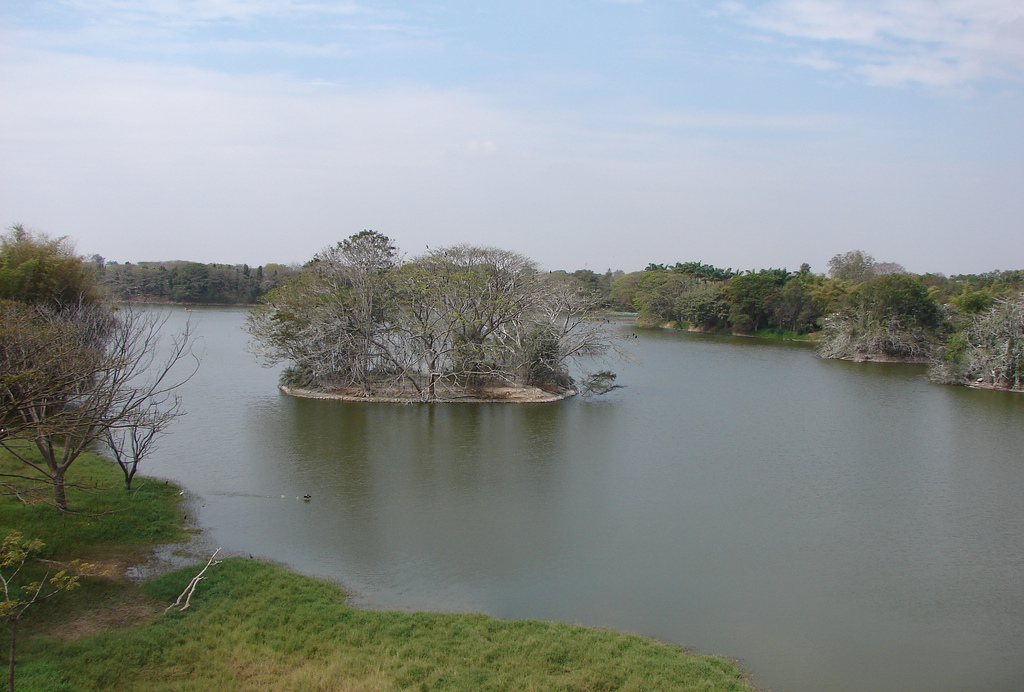
Karanji湖

マイスールにはKukkarahalli湖、Karanji湖、Lingambudhi湖をはじめとして大小いくつかの湖がある。2001年時点での土地利用面積は以下の通りである。
| 宅地  | 道路  | 公園   | 工場   | 公共施設 | 商業施設 | 農用地 | 水面  |
| ----- | ----- | ------ | ------ | -------- | -------- | ------ | ----- |
| 39.9% | 16.1% | 13.74% | 13.48% | 8.96%    | 3.02%    | 2.27%  | 2.02% |

## 人口統計
2011年の国勢調査によれば、マイスール市の総人口は約90万人であり、カルナータカ州で2番目に人口の多い都市である。男女比は男性1000人に対し女性967人で、人口密度は6223.55人/km2である。宗教は76.8%がヒンドゥー教徒、19%がムスリム、2.8%がキリスト教徒で、 残りがその他となっている。
市の人口が100,000人を超えたのは1931年の国勢調査の際で、1991年〜2001年の間の人工の伸び率は20.5%であった。識字率は82.8％で、これはカルナータカ州の平均である67%を上回っている:p.32。
最も広く話されているのはカンナダ語だが、ヒンディー語やウルドゥー語も通じる。貧困線以下の生活にある人口は19%で、9.0%がスラムに住んでいる。カルナータカ州の都市部に住んでいる人口の35.7%が労働者である一方、マイスール市の人口のうち労働者階級にあるのは33.3%だけである。 指定カーストと指定部族に属する市民は人口の15.1%である。マイスールは2005年に届出のあった犯罪件数は805件で、2003年の510件と比べて急増している。
マイスール市の居住者は英語でMysoreansあるいはカンナダ語でMysoorinavaruと呼ばれている。カルナータカ州とタミル・ナードゥ州の間で続いているカーヴェーリ川の水の分配に関する論争が繰り返しぶり返していることが原因で、小規模な口論や抗議運動が度々発生している。マイスールの人口統計学上の概観は情報技術産業の成長が原因で変化しており、またこれは一部市民の心配の種ともなっている。

## 産業と経済

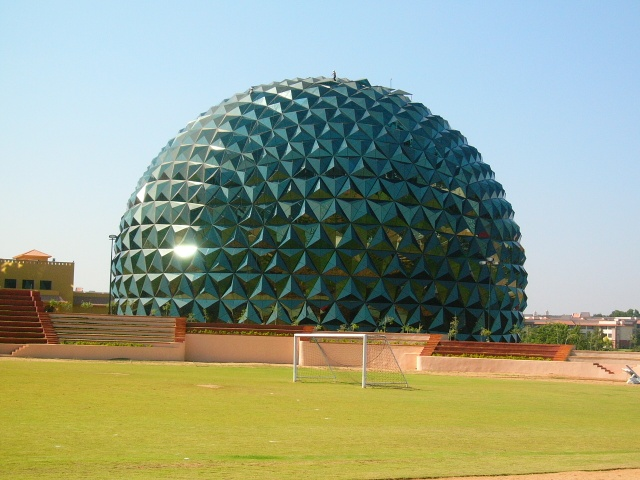
マイスールにあるInfosys社敷地内の映画館

観光事業がマイスールの主要産業である一方、2000年代にIT関連産業が成長したことにより、マイスール市はベンガルールに次いでカルナータカ州におけるソフトウェア輸出で第2位となる飛躍を遂げた。
マイスールにはマイソール大学があり、出身者にはKuvempu、Gopalakrishna Adiga、S. L. Bhyrappa、U. R. Ananthamurthy、N.R.ナーラーヤナ・ムルティがいる。インド政府初のラジオ放送部門であるAll India Radioもこの土地で発足している。
マイスールは伝統的には織物、サンダルウッドの彫刻、青銅細工、石灰や食塩の製造といった産業の中心地であった。マイスール市およびカルナータカ州による計画的な産業振興に関しては、1911年に開催されたMysore economic conferenceで初めて構想が示され、これにより1917年にはMysore Sandalwood Oil Factory、1920年にはSri Krishnarajendra Millsといった産業施設が設立された。
India Todayのビジネス部門であるBusiness Todayが2001年に行った調査によると、マイスールは会社経営に適した都市でインド第5位、また清潔さでチャンディーガルに次ぐインド第2位という評価だった。またマイスールはカルナータカ州の観光事業におけるハブとしての役割も果たすようになっており、2006年には250万人の観光客が訪れている。マイスールの南60〜100kmにはBandipur National ParkおよびMudumalai National Parkがあり、ガウル、アクシスジカ、ゾウ、トラ、インドヒョウ、その他絶滅危惧種の保護区となっている。

## 教育

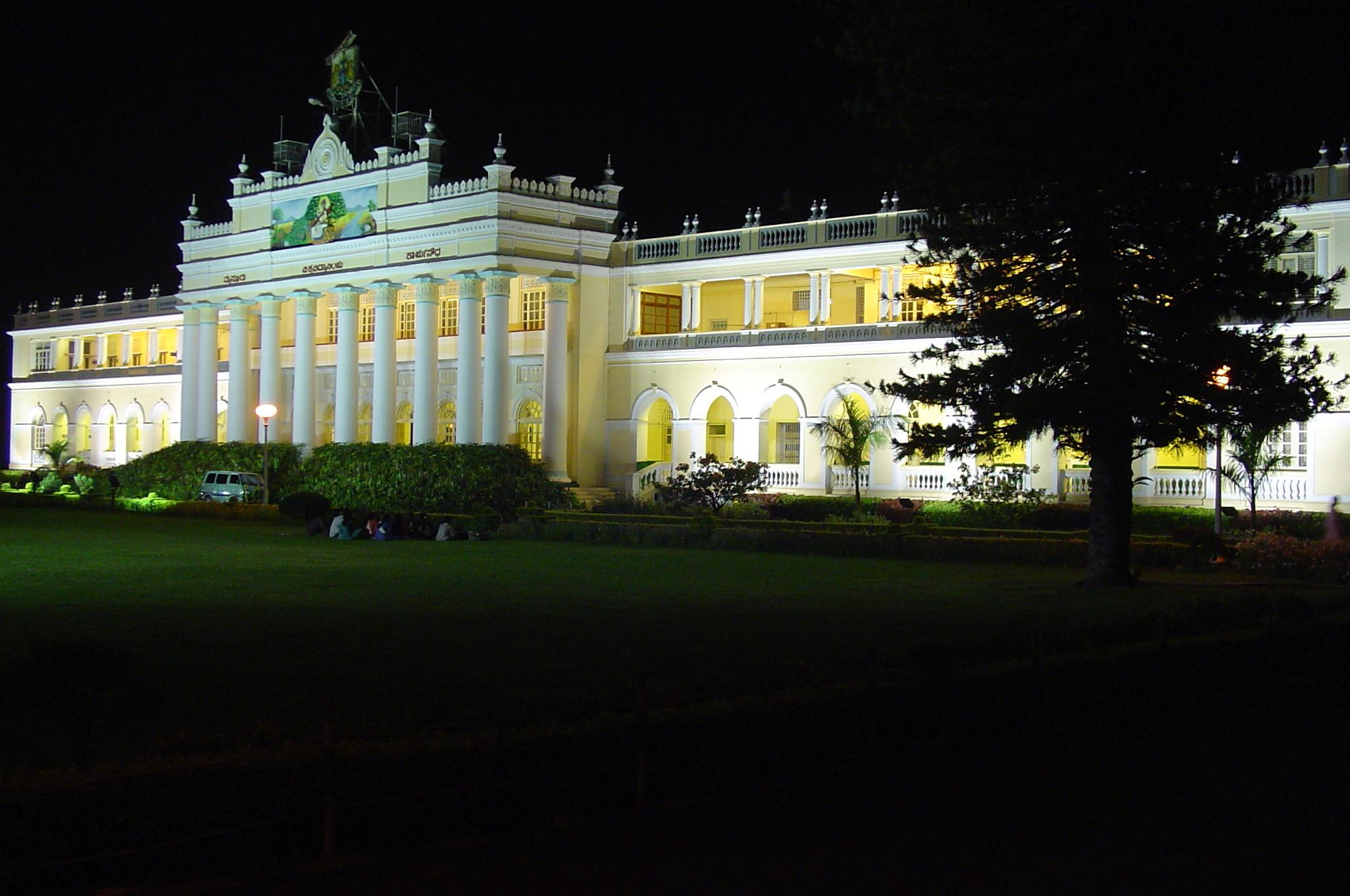
マイソール大学の管理本部があるCrawford Hall

イギリス式の教育制度が取り入れられる前は、agraharaがヴェーダに基づく教育課程をヒンドゥー教徒に行い、madrasaがイスラーム教徒に対する教育の中心としての役割を果たしていた。近代的教育が始まるのは1833年に無償のイギリス式の学校が設立されてからのことである。

## 文化・芸術

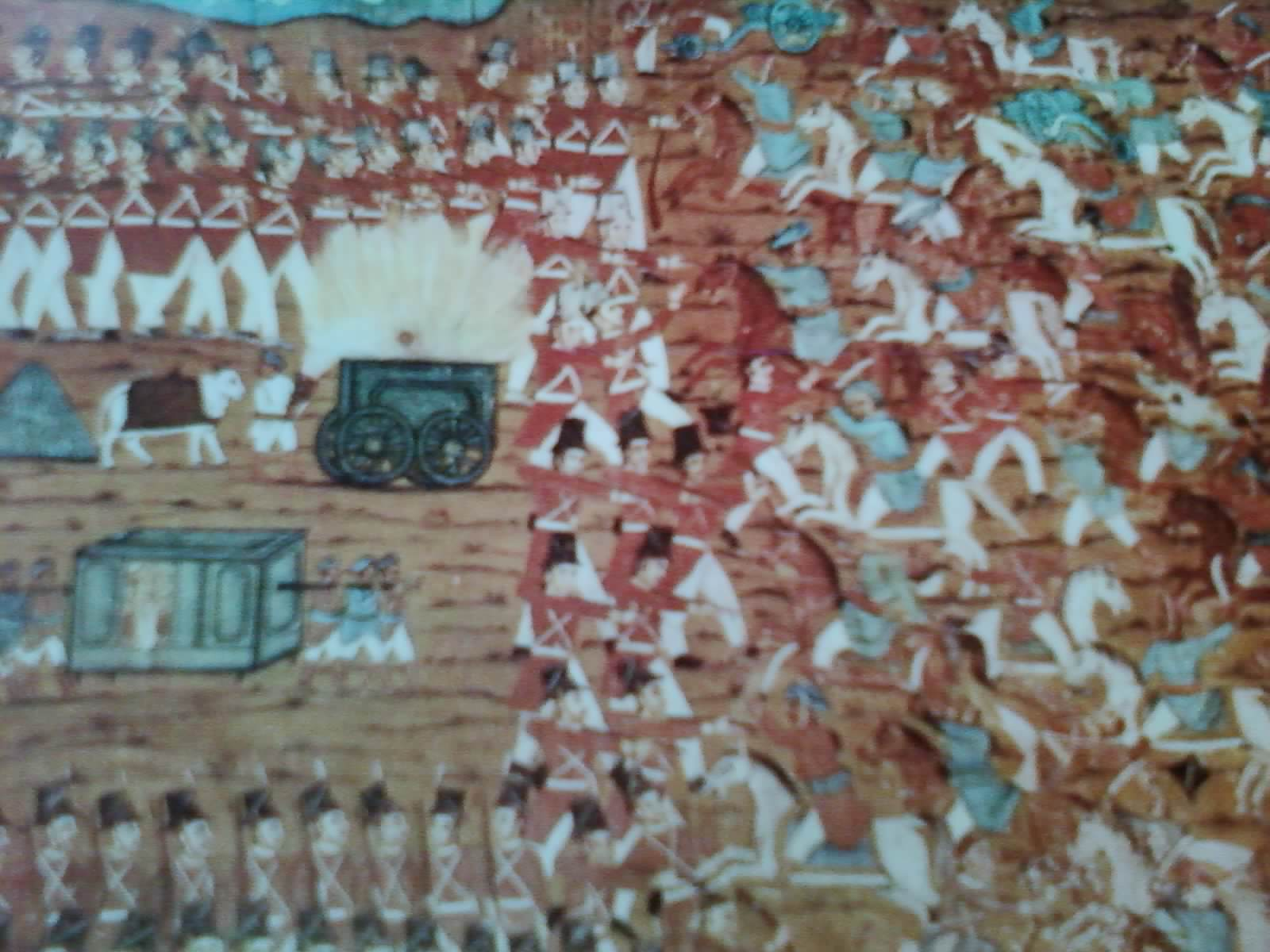
古いマイスールペインティングの絵画

マイスールはカルナータカ州の文化的首都とも呼ばれており、通常9月から10月にかけて行われるカルナータカ州の祭りであるダサラの期間中に行われる祭典はよく知られている。ダサラ祭は1610年に国王ラージャ・オデヤ1世によって行われたのが始まりである。

## 交通

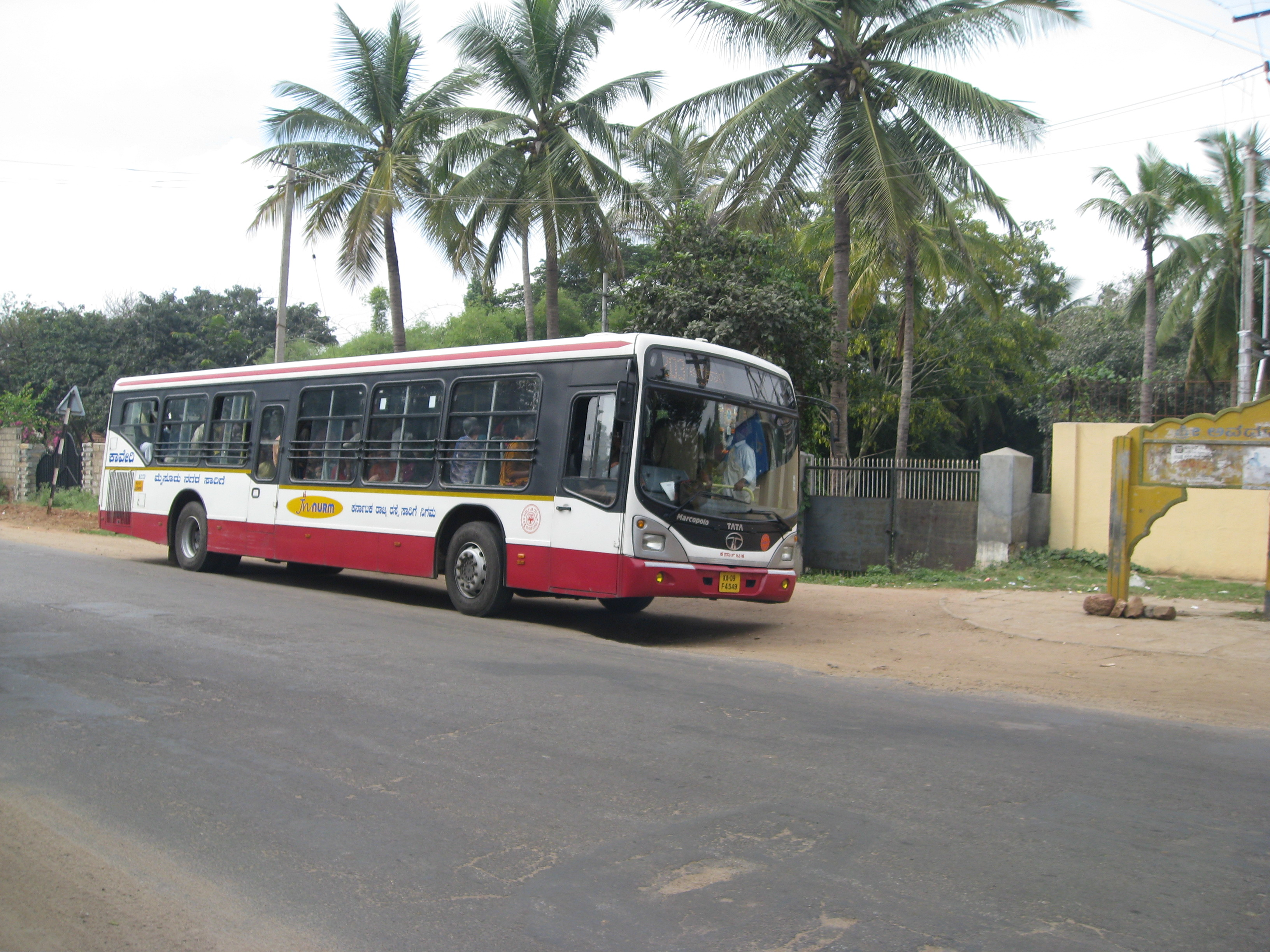
マイスール市内を走るバス

### 空路
2010年10月にマイソール空港（地名から「マンダカリ空港」とも）が開港し、キングフィッシャー航空によるベンガルール便およびチェンナイ便が運行されていたが、現在は中断している。

### 鉄道
マイソール駅にはそれぞれベンガルール、Hassan、Chamarajanagarに向かう3つの路線がある。最初にマイソール市内に敷設されたのはバンガロールとマイソールをつなぐメーターゲージの路線で、1882年に運用が開始された。
しかしながら、敷設されている路線はすべて単線で、都市間の接続の高速化の妨げとなっている。最低でもマイスール－ベンガルール間の路線は複線化する計画があるが、プロジェクトは完了していない。マイスールへ接続するすべての列車はインド鉄道が運行しており、最も高速な列車はシャターブディー急行である。